# Almonaster la Real
Almonaster la Real er en by og kommune i det sydvestlige Spanien i provinsen Huelva. Den har et indbyggertal på 1.751 (2024) indbyggere.